# Алехандро Бернабеї
Алехандро Бернабеї (ісп. Alexandro Bernabei, нар. 24 вересня 2000, Каньяда-де-Гомес) — аргентинський футболіст, захисник бразильського клубу «Інтернасьйонал» (Порту-Алегрі).

## Ігрова кар'єра
Народився 24 вересня 2000 року в місті Каньяда-де-Гомес. 20 жовтня 2019 року в матчі проти «Тальєреса» (4:2) він дебютував в аргентинській Прімері. У цьому поєдинку Алехандро забив свій перший гол за «Ланус». У 2021 році він допоміг клубу вийти у фінал Південноамериканського кубка. Всього провів за рідну команду три сезони, взявши участь у 62 матчах чемпіонату.
29 червня 2022 року підписав п'ятирічний контракт із шотландським «Селтіком».

## Титули і досягнення
- Володар Кубка шотландської ліги: 2022-23
- Чемпіон Шотландії: 2022-23
- Володар Кубка Шотландії: 2022-23